# Madarassy Walter
Madarassy Walter, születési nevén Machovits Walter (Budapest, 1909. november 8. – Budapest, 1994. március 5.) Munkácsy Mihály-díjas szobrász, éremművész.

## Pályafutása
1923-ban az Iparrajziskolában, 1924-1928-ban az Iparművészeti Iskolában, majd 1928-1933 és 1934-1936 között a Magyar Képzőművészeti Főiskola díszítőszobrász szakán tanult, mesterei Fülöp Elemér, Fáy Aladár, Kölber Rezső, Mátray Lajos, Simay Imre, Reményi József és Szentgyörgyi István voltak. Tanulmányúton járt 1938-ban és 1962-ben Olaszországban, 1960-ban Görögországban, majd 1961-ben a Szovjetunióban és a Német Szövetségi Köztársaságban. Első éremmegbízását 1928-ban kapta, 1930-tól állított ki. 1953-ban a Magyar Iparművészeti Főiskolán tanított alakrajzot és mintázást. Főként éremművészként és kisplasztikusként tett szert hírnévre, 570 érmét készített.

## Díjak, elismerések
- 1930: Lipótvárosi Kaszinó kitüntetése
- 1932: Ferenczy István-díj
- 1933-1934: Római ösztöndíj
- 1935: főváros szobrászati díja (Magyar Képzőművészeti Főiskola-hallgatók részére)
- 1937: Diplome d'Honneur, Párizsi Világkiállítás, Iparművészeti ezüstérem
- 1938: Vallás és Közoktatási Minisztérium elismerő oklevél
- 1939: Ferenc József jubileumi ösztöndíj
- 1960: Munkácsy-díj
- 1979: érdemes művész

## Egyéni kiállítások
- 1979 • Óbuda Galéria, Budapest
- 1990 • Magyar Numizmatikai Társulat Könyvtára, Budapest
- 1992 • Vigadó Galéria, Budapest [Csúcs Ferenccel, Ispánki Józseffel].

## Válogatott csoportos kiállítások
- 1945 • Képzőművészetünk újítói Nagybányától napjainkig, Fővárosi Képtár, Budapest
- 1946 • Képzőművész szakosztály kiállítása, Ady-kör helyiségében, Budapest
- 1947 • KÉVE Művészeti Egyesület kiállítása, Nemzeti Szalon, Budapest • Ötven művész kiállítása, Nemzeti Szalon, Budapest
- 1948 • Rippl- Rónai Társaság kiállítása, Nemzeti Szalon, Budapest
- 1949 • Nemzetközi érem- és plakettkiállítás, Párizs • Magyar érem- és plakettművészet 1800-tól napjainkig, Fővárosi Képtár, Budapest • Rippl-Rónai Társaság kiállítása, Nemzeti Szalon, Budapest
- 1950-1955, 1959, 1966, 1968 • 1-7., 10., 11. Magyar Képzőművészeti kiállítás, Műcsarnok
- 1951 • Magyar katona a szabadságért, Fővárosi Képtár, Budapest
- 1952 • Arcképkiállítás, Ernst Múzeum, Budapest
- 1954 • Nyári Tárlat, Ernst Múzeum, Budapest • Magyar Kisplasztikai és Grafikai kiállítás, Ernst Múzeum, Budapest
- 1955 • Képzőművészetünk tíz éve, Műcsarnok, Budapest
- 1956 • Pécs-baranyai Országos Képzőművészeti kiállítás, Pécs
- 1957 • III. Miskolci Országos Képzőművészeti kiállítás, Herman Ottó Múzeum, Miskolc • Nemzetközi Éremkiállítás, Párizs
- 1958 • XXIX. Velencei Biennálé, Velence • Kortárs magyar festészeti, szobrászati és grafikai kiállítás, Antwerpen
- 1959 • Nemzetközi Éremművészeti kiállítás, Bécs
- 1960 • Képzőművészetünk a felszabadulás után, Magyar Nemzeti Galéria, Budapest
- 1964 • Magyar éremművészet a XX. században, Janus Pannonius Múzeum, Pécs
- 1966 • Magyar szobrászat 1920-1945. A huszadik század magyar művészete, Csók Képtár, Székesfehérvár
- 1968 • Dolgozó emberek között, Ernst Múzeum, Budapest
- 1971 • III. Országos Kisplasztikai Biennálé, Pécs
- 1973 • Budapest és az éremművészet, Magyar Nemzeti Múzeum, Budapest
- 1973, 1975 • XIV., XVI. Szegedi Nyári Tárlat, Szeged
- 1978 • Magyar szobrászat, Műcsarnok, Budapest
- 1994 • Kisszobor '94, Vigadó Galéria, Budapest • FIDEM (Nemzetközi Éremművészeti Szövetség) '94, Dorottya u. Galéria, Budapest
- 1996 • Korok, stílusok a magyar művészetben, Magyar Nemzeti Galéria-Nyíregyházi Városi Galéria, Nyíregyháza

## Művek közgyűjteményekben
Baja; Szent István Király Múzeum, Székesfehérvár; Janus Pannonius Múzeum, Pécs; Magyar Nemzeti Galéria; Móra Ferenc Múzeum, Szeged.

## Köztéri művek

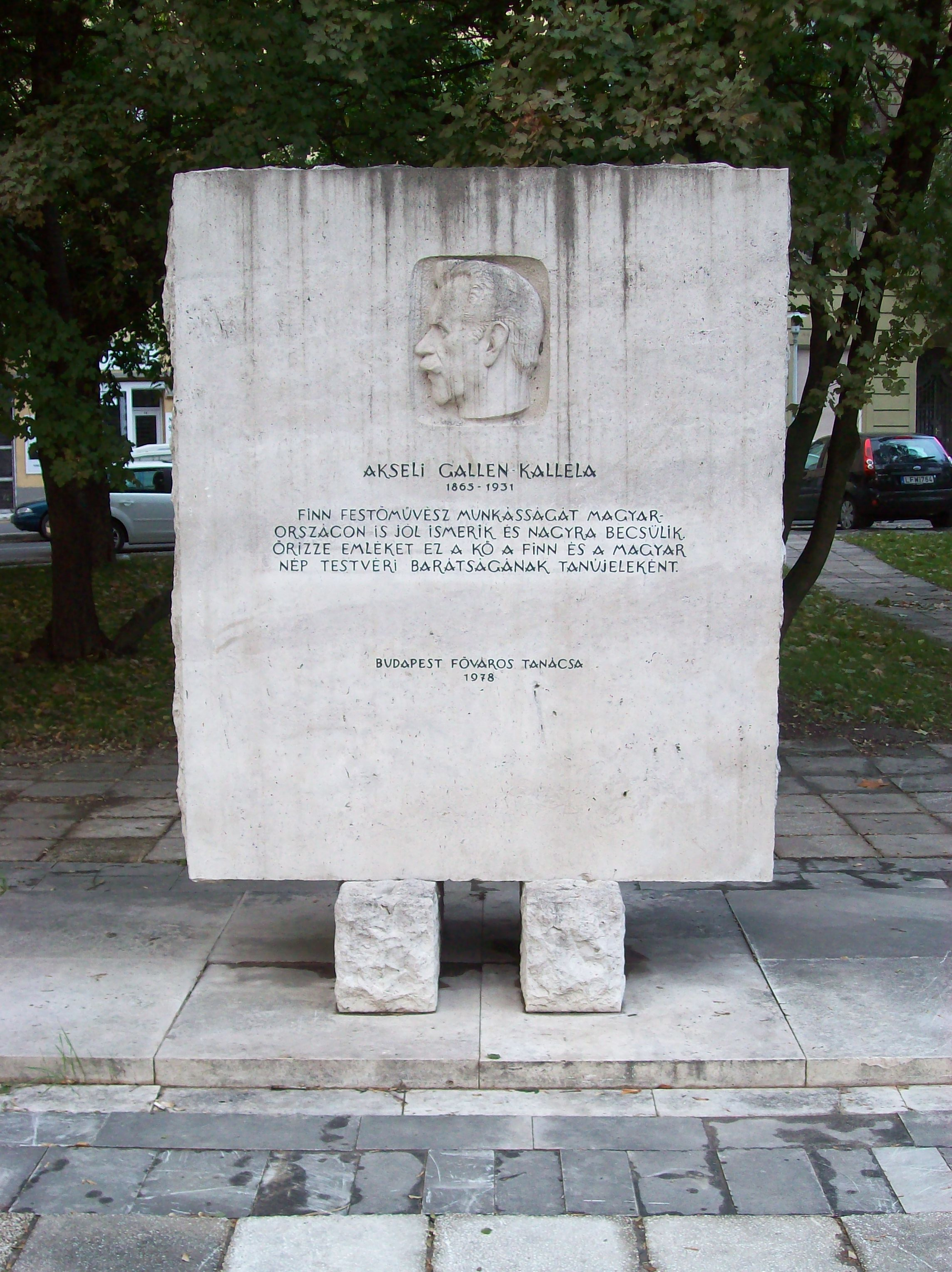
Akseli Gallen-Kallela emlékműve a Lánchíd utcában (1978)

- Akseli Gallen-Kalella (vörösmárvány emléktábla, 1938, Budapest, I. ker., Lánchíd u., Fiume Szálló, elpusztult)
- a Középkori Romkert reliefjei (kő, 1938, Székesfehérvár)
- Eucharisztikus év (kő dombormű, 1938, Budapest, V. ker., Szt. István-bazilika)
- Bangha Béla (márvány emléktábla, 1942, Budapest, VIII. ker., Vörösmarty Gimnázium, lebontva, majd 1992-ben restaurálva visszaállítva)
- Árpád-házi Szent Margit (zománcozott műanyag, 1942, Visegrád, templom mellett)
- Munkácsy Mihály (kő mellszobor, 1951, Budapest, XIV. ker., Margit-sziget, Művészsétány, Városligetből áthelyezve 1966-ban)
- domborművek (terrakotta, 1956, Kazincbarcika, Vegyi Kombinát F épület)
- dombormű (vörösréz lemez, 1957, Pécs, Uránváros)
- Festőművészet kapuja (kő dombormű, 1957, Budapest, XIII. ker., Műteremház, Fiastyúk u.)
- dombormű (vörösréz lemez, 1959, Budapest, V. ker., Ferenciek tere 5., IBUSZ-iroda)
- Fekvő nő – ülő nő (bronz, 1960, Szeged, Odessza városrész, 1967-ig Rákóczi tér)
- Kétkorsós nő (kő, 1960-61, Balatonfüred, vasútállomás parkja)
- Bugát Pál-portré (bronz, kő, 1961, Gyöngyös, kórház)
- Kiss Ferenc (mészkő portrédombormű, 1961, Szeged, Erdőgazdasági Szakiskola)
- dombormű (vörösréz lemez, 1962, Budapest, III. ker., Hévízi úti lakótelep, Általános Iskola)
- Sebes György-emléktábla (bronz, mészkő dombormű, 1964, Békéscsaba, Mezőgazdasági Technikum)
- Budapest címere (vörösréz lemezdomborítás, 1964, Budapest, V. ker., Fővárosi Tanács ülésterme, Városház u. 9-11.)
- Fekvő nő (bronz medenceszobrok, 1964, Debrecen, Kossuth Lajos Tudományegyetem)
- Felvonuló (vörösréz lemez, 1966, Balatonfüred, Városi Pártbizottság)
- dombormű (vörösréz lemez, 1967, Kiskunfélegyháza, pártszékház)
- Bugarszky István-emléktábla (márvány dombormű, 1968-1969, Budapest, VII. ker., Rottenbiller u. 50., Állatorvostudományi Egyetem, C épület)
- Hanoi emlékkő (kő dombormű, 1968, Budapest, XI. ker., Bocskai úti park)
- Felszabadulási emlékmű [Biczó Tamással] (vas-, rézlemez, 1969, Battonya, járásbíróság)
- dekoratív falburkolat (fa, 1971, Budapest, VI. ker., Nagymező u. 17., Operettszínház)
- Petőfi Sándor-mellszobor (bronz, 1972, Nagyhalász, Petőfi tér)
- fa dombormű (1973, Budapest, II. ker., Frankel Leó u. 44., Erdészeti Tudományos Intézet)
- Dr. Zlamál Vilmos-mellszobor (bronz, 1973, Budapest, VII. ker., Rottenbiller u. 50., Állatorvostudományi Egyetem kertje)
- Dr. Zimmermann Ágoston-mellszobor (bronz, 1975, Budapest, VII. ker., Rottenbiller u. 50., Állatorvostudományi Egyetem kertje)
- Dr. Wellmann Oszkár-mellszobor (bronz, 1976, Budapest, VII. ker., Rottenbiller u. 50., Állatorvostudományi Egyetem kertje)
- Akseli Gallen-Kallela (mészkő portrédombormű, 1978, Budapest, I. ker., Lánchíd u.-i park – az 1945-ben elpusztult 1938-as bronz dombormű helyett)
- Trencsényi József-mellszobor (bronz, 1981, Kecskemét, Magyar Néphadsereg Repülőegysége)
- Dr. Mozsonyi Sándor (kő, 1981, Budapest, VIII. ker., Üllői út 26., Semmelweis Orvostudományi Egyetem)
- Marek József (kő portrédombormű, 1981, Komárom, állat-egészségügyi állomás)
- Báró Podmaniczky Frigyes-emléktábla (bronz dombormű, 1984, Budapest, V. ker., Podmaniczky tér 6.)
- Dr. Zimmermann Ágoston (bronz mellszobor, 1985, Mór, Zimmermann tér); Baross Gábor (bronz mellszobor, 1988, Budapest, Keleti pályaudvar)